# Dominique Laurent de Berton des Balbes de Crillon
Dominique Laurent de Berton des Balbes de Crillon (mort le 28 octobre 1747) est un ecclésiastique français qui fut évêque de Glandèves de 1721 à sa mort.

## Biographie
Dominique Laurent est le 3e fils de Philippe Marie de Berton de Crillon et de Françoise Saporta. Il est le frère cadet de Jean Louis de Berton des Balbes de Crillon. Docteur en théologie, il est choisi comme vicaire général par leur oncle François de Berton des Balbes de Crillon, alors évêque de Vence (1697-1714).
Le 8 janvier 1721, Louis XV le désigne pour remplacer César de Sabran, décédé sur le siège de Glandèves, suffragant d'Embrun. Il reçoit ses bulles de confirmation le 24 septembre 1721 et est consacré le 11 janvier 1722. Il participe avec les autres évêques de l'archidiocèse à partir du 20 septembre 1727 au Concile provincial d'Embrun, qui condamne Jean Soanen, et meurt le 28 octobre 1747.